# Langlaufen op de Olympische Winterspelen 1992
Langlaufen is een van de sporten die beoefend werden tijdens de Olympische Winterspelen 1992 in Albertville.

## Mannen

### 10 kilometer klassieke stijl
| Rang   | Sporter(s)        | Land | Tijd    |
| ------ | ----------------- | ---- | ------- |
| Goud   | Vegard Ulvang     | NOR  | 27:36.0 |
| Zilver | Marco Albarello   | ITA  | 27:55.6 |
| Brons  | Christer Majbäck  | SWE  | 27:56.4 |
| 4      | Bjørn Dæhlie      | NOR  | 28:01.6 |
| 5      | Niklas Jonsson    | SWE  | 28:03.1 |
| 6      | Harri Kirvesniemi | FIN  | 28:23.3 |
| 7      | Giorgio Vanzetta  | ITA  | 28:26.9 |
| 8      | Alois Stadlober   | AUT  | 28:27.5 |

### 15 kilometer achtervolging
| Rang   | Sporter(s)       | Land | 10 km klassiek | 15 km vrije stijl | Totaal tijd |
| ------ | ---------------- | ---- | -------------- | ----------------- | ----------- |
| Goud   | Bjørn Dæhlie     | NOR  | 28:01          | 37:36.9           | 1:05:37.9   |
| Zilver | Vegard Ulvang    | NOR  | 27:36          | 38:55.3           | 1:06:31.3   |
| Brons  | Giorgio Vanzetta | ITA  | 28:26          | 38:06.2           | 1:06:32.2   |
| 4      | Marco Albarello  | ITA  | 27:55          | 38:38.3           | 1:06:33.3   |
| 5      | Torgny Mogren    | SWE  | 28:37          | 38:00.4           | 1:06:37.4   |
| 6      | Christer Majbäck | SWE  | 27:56          | 39:21.0           | 1:07:17.0   |
| 7      | Silvio Fauner    | ITA  | 28:53          | 38:41.9           | 1:07:34.9   |
| 8      | Vladimir Smirnov | EUN  | 29:13          | 38:22.8           | 1:07:35.8   |

### 30 kilometer klassieke stijl
| Rang   | Sporter(s)       | Land | Tijd      |
| ------ | ---------------- | ---- | --------- |
| Goud   | Vegard Ulvang    | NOR  | 1:22:27.8 |
| Zilver | Bjørn Dæhlie     | NOR  | 1:23:14.0 |
| Brons  | Terje Langli     | NOR  | 1:23:42.5 |
| 4      | Marco Albarello  | ITA  | 1:23:55.7 |
| 5      | Erling Jevne     | NOR  | 1:24:07.7 |
| 6      | Christer Majbäck | SWE  | 1:24:12.1 |
| 7      | Niklas Jonsson   | SWE  | 1:25:17.6 |
| 8      | Jyrki Ponsiluoma | SWE  | 1:25:24.4 |

### 50 kilometer vrije stijl
| Rang   | Sporter(s)          | Land | Tijd      |
| ------ | ------------------- | ---- | --------- |
| Goud   | Bjørn Dæhlie        | NOR  | 2:03:41.5 |
| Zilver | Maurilio De Zolt    | ITA  | 2:04:39.1 |
| Brons  | Giorgio Vanzetta    | ITA  | 2:06:42.1 |
| 4      | Aleksej Prokoerorov | EUN  | 2:07:06.1 |
| 5      | Hervé Balland       | FRA  | 2:07:17.7 |
| 6      | Radim Nyč           | TCH  | 2:07:41.5 |
| 7      | Johann Mühlegg      | GER  | 2:07:45.2 |
| 8      | Pavel Benč          | TCH  | 2:08:13.6 |

### 4 x 10 kilometer estafette
| Rang   | Sporter(s)                                                           | Land | Tijd      |
| ------ | -------------------------------------------------------------------- | ---- | --------- |
| Goud   | Terje Langli Vegard Ulvang Kristen Skjeldal Bjørn Dæhlie             | NOR  | 1:39:26.0 |
| Zilver | Giuseppe Pulie Marco Albarello Giorgio Vanzetta Silvio Fauner        | ITA  | 1:40:52.7 |
| Brons  | Mika Kuusisto Harri Kirvesniemi Jari Räsänen Jari Isometsä           | FIN  | 1:41:22.9 |
| 4      | Jan Ottosson Christer Majbäck Henrik Forsberg Torgny Mogren          | SWE  | 1:41:23.1 |
| 5      | Andrei Kirilov Vladimir Smirnov Mikhail Botvinov Aleksej Prokoerorov | EUN  | 1:43:03.6 |
| 6      | Holger Bauroth Jochen Behle Torald Rein Johann Mühlegg               | GER  | 1:43:41.7 |
| 7      | Radim Nyč Lubomiř Buchta Pavel Benč Václav Korunka                   | TCH  | 1:44:20.0 |
| 8      | Patrick Rémy Philippe Sanchez Stéphane Azambre Hervé Balland         | FRA  | 1:44:51.1 |

## Vrouwen

### 5 kilometer klassieke stijl
| Rang   | Sporter(s)            | Land | Tijd    |
| ------ | --------------------- | ---- | ------- |
| Goud   | Marjut Lukkarinen     | FIN  | 14:13.8 |
| Zilver | Ljoebov Jegorova      | EUN  | 14:14.7 |
| Brons  | Jelena Välbe          | EUN  | 14:22.7 |
| 4      | Stefania Belmondo     | ITA  | 14:26.2 |
| 5      | Inger Helene Nybråten | NOR  | 14:33.3 |
| 6      | Olga Danilova         | EUN  | 14:37.2 |
| 7      | Larisa Lazutina       | EUN  | 14:41.7 |
| 8      | Solveig Pedersen      | NOR  | 14:42.1 |

### 10 kilometer achtervolging
| Rang   | Sporter(s)            | Land | 5 km klassiek | 10 km vrije stijl | Totaal tijd |
| ------ | --------------------- | ---- | ------------- | ----------------- | ----------- |
| Goud   | Ljoebov Jegorova      | EUN  | 14:14         | 25:53.7           | 40:07.7     |
| Zilver | Stefania Belmondo     | ITA  | 14:26         | 26:05.8           | 40:31.8     |
| Brons  | Jelena Välbe          | EUN  | 14:22         | 26:29.7           | 40:51.7     |
| 4      | Marjut Lukkarinen     | FIN  | 14:14         | 26:52.1           | 41:06.1     |
| 5      | Elin Nilsen           | NOR  | 14:51         | 26:36.9           | 41:27.9     |
| 6      | Marie-Helene Westin   | SWE  | 14:42         | 26:46.2           | 41:28.2     |
| 7      | Inger Helene Nybråten | NOR  | 14:33         | 27:02.1           | 41:35.1     |
| 8      | Larisa Lazutina       | EUN  | 14:41         | 27:07.8           | 41:48.8     |

### 15 kilometer klassieke stijl
| Rang   | Sporter(s)              | Land | Tijd    |
| ------ | ----------------------- | ---- | ------- |
| Goud   | Ljoebov Jegorova        | EUN  | 42:20.8 |
| Zilver | Marjut Lukkarinen       | FIN  | 43:29.9 |
| Brons  | Jelena Välbe            | EUN  | 43:42.3 |
| 4      | Raisa Smetanina         | EUN  | 44:01.5 |
| 5      | Stefania Belmondo       | ITA  | 44:02.4 |
| 6      | Marja-Liisa Kirvesniemi | FIN  | 44:02.7 |
| 7      | Inger Helene Nybråten   | NOR  | 44:18.6 |
| 8      | Trude Dybendahl         | NOR  | 44:31.5 |

### 30 kilometer vrije stijl
| Rang   | Sporter(s)          | Land | Tijd      |
| ------ | ------------------- | ---- | --------- |
| Goud   | Stefania Belmondo   | ITA  | 1:22:30.1 |
| Zilver | Ljoebov Jegorova    | EUN  | 1:22:52.0 |
| Brons  | Jelena Välbe        | EUN  | 1:24:13.9 |
| 4      | Elin Nilsen         | NOR  | 1:26:25.1 |
| 5      | Larisa Lazutina     | EUN  | 1:26:31.8 |
| 6      | Manuela Di Centa    | ITA  | 1:27:04.4 |
| 7      | Marie-Helene Westin | SWE  | 1:27:16.2 |
| 8      | Simone Opitz        | GER  | 1:27:17.4 |

### 4 x 5 kilometer estafette
| Rang   | Sporter(s)                                                                   | Land | Tijd      |
| ------ | ---------------------------------------------------------------------------- | ---- | --------- |
| Goud   | Jelena Välbe Raisa Smetanina Larisa Lazutina Ljoebov Jegorova                | EUN  | 59:34.8   |
| Zilver | Solveig Pedersen Inger Helene Nybråten Trude Dybendahl Elin Nilsen           | NOR  | 59:56.4   |
| Brons  | Bice Vanzetta Manuela Di Centa Gabriella Paruzzi Stefania Belmondo           | ITA  | 1:00:25.9 |
| 4      | Marja-Liisa Kirvesniemi Pirkko Määttä Jaana Savolainen Marjut Lukkarinen     | FIN  | 1:00:52.9 |
| 5      | Carole Stasinière Sylvie Giry Rousset Sophie Villeneuve Isabelle Mancini     | FRA  | 1:01:30.7 |
| 6      | Lubomira Balazová Kateřina Neumannová Alżběta Havrančiková Iveta Zelingerová | TCH  | 1:01:37.4 |
| 7      | Carina Görlin Magdalena Wallin Karin Säterkvist Marie-Helene Westin          | SWE  | 1:01:54.5 |
| 8      | Heike Wezel Gabriele Hess Simone Opitz Ina Kummel                            | GER  | 1:02:22.6 |

## Medaillespiegel
| Rang   | Land             | Goud | Zilver | Brons | Totaal |
| ------ | ---------------- | ---- | ------ | ----- | ------ |
| 1      | Noorwegen        | 5    | 3      | 1     | 9      |
| 2      | Gezamenlijk team | 3    | 2      | 4     | 9      |
| 3      | Italië           | 1    | 4      | 3     | 8      |
| 4      | Finland          | 1    | 1      | 1     | 3      |
| 5      | Zweden           | 0    | 0      | 1     | 1      |
| Totaal | Totaal           | 10   | 10     | 10    | 30     |